# ソユーズT-2
ソユーズT-2 (Союз Т-2 / Soyuz T-2) は、ソユーズのミッション。コールサインは「ユピテル（木星）」。地球を62周した。

## 乗組員
- ユーリイ・マリシェフ (1) - 機長
- ウラジーミル・アクショーノフ (2) - フライトエンジニア

### バックアップ
- レオニード・キジム - 機長
- オレグ・マカロフ - フライトエンジニア

## ミッションハイライト
サリュート6号の10度目の滞在ミッションであり、新しいソユーズT型のテスト飛行となった。
ソユーズTの初めての有人ミッションである。ステーションへの接近の最終段階でコントロールエラーが出ると、2人のクルーは手動で操縦を行った。